# Vera, un cuento cruel
Vera, un cuento cruel es una película española de 1973 dirigida por Josefina Molina, una de las directoras pioneras en el cine español, sobre un cuento del escritor francés Auguste Villiers de l'Isle Adam.

## Sinopsis
La historia transcurre en el Sur de Francia, durante el siglo XIX. Alfredo de Quiroga, un caballero español, no consigue aceptar la idea de que Vera, con quien se ha casado apenas hace un año, haya muerto. Tan afectado está que todo en la casa sigue como si ella aún viviera. En esta ficción cuenta con el apoyo y lealtad de su fiel mayordomo, único sirviente al haber despedido a los demás. Pero un día llega la hija del notario, que siempre ha estado enamorada de él, para intentar que reconstruya su vida y esto hace que todo se precipite.

## Reparto
- Fernando Fernán Gómez como el mayordomo Roger.
- Mel Humphreys como Vera.
- Víctor Valverde como Alfredo Quiroga.
- Julieta Serrano como María.
- Alfredo Mayo como D. Juan Manuel
- José Vivó como el notario (Don Carlos).
- Lucía Bosé como Cecilia.
- Miguel Bosé como Enrique.
- Luis Ciges como el cura.